# Klášter Montserrat
Klášter Montserrat je benediktinský klášter na stejnojmenné hoře asi 40 km severozápadně od Barcelony, významné poutní místo Katalánska.

## Legenda

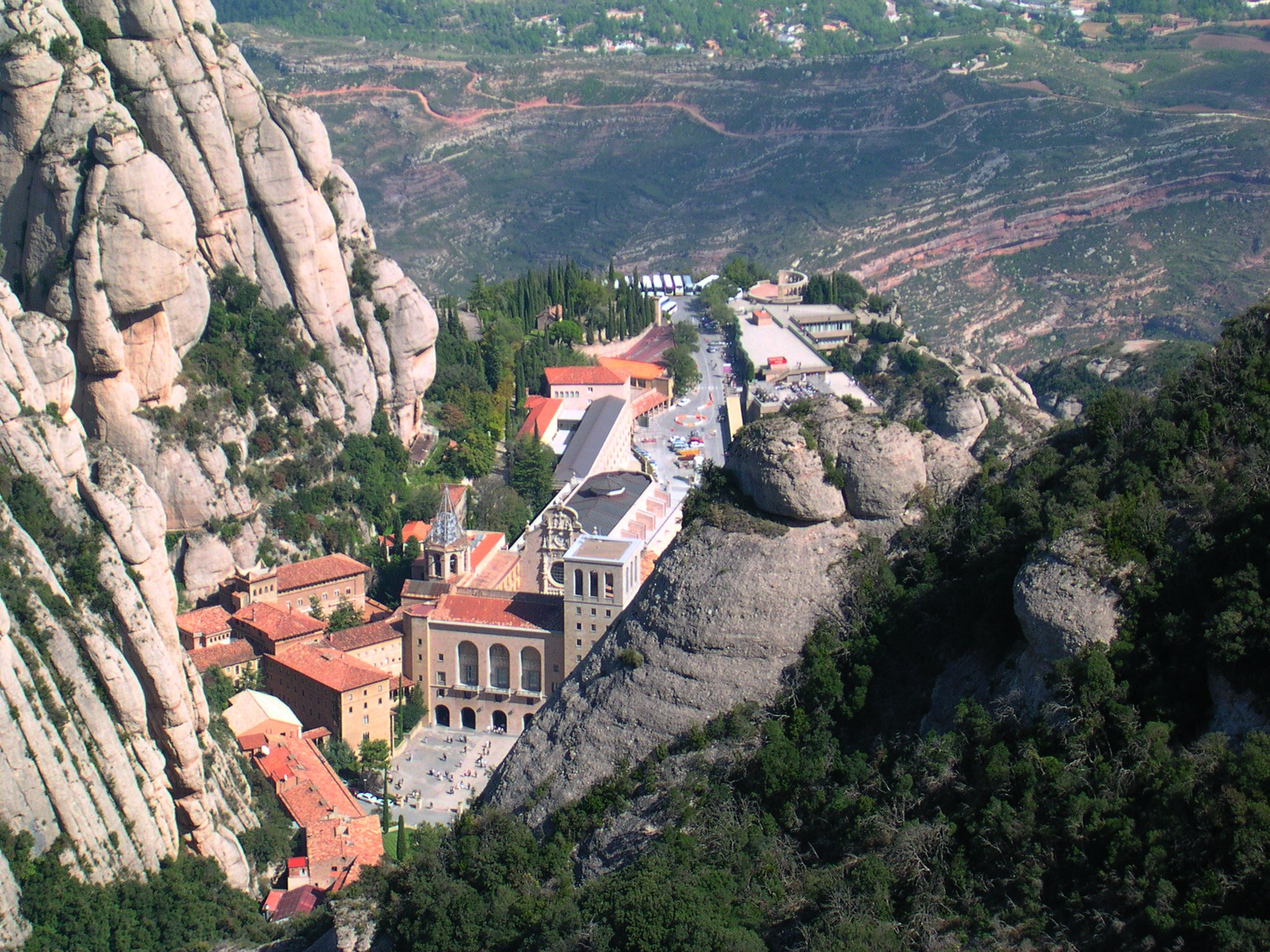
Klášter Montserrat

Podle pověsti v roce 880, jednu sobotu odpoledne viděli pastýři sestupovat z nebe silné světlo, doprovázené líbeznou melodií. Příští sobotu se zjevení opakovalo. Následující čtyři soboty pastýře doprovázel farář z Olesy de Montserrat, který měl zjevení potvrdit. Když se biskup dověděl o této události, zorganizoval návštěvu místa, během které byla objevena jeskyně, v níž byla nalezena Svatá socha. Biskup hodlal přenést sochu do Manresy, avšak při jejím vytahování z jeskyně socha tak ztěžkla, že s ní nebylo možno pohnout. Biskup tento jev vyložil jako přání Svaté Panny zůstat na tomto místě a nařídil zde vybudovat kapli.
Další legenda o založení kláštera je spojena s poustevníkem Juanem Garinem.

## Klášter
Klášter byl založen roku 1025 opatem Olibou na památku zjevení Panny Marie na montserratské hoře. Prvotní konvent byl povolán z kláštera Ripoll. V románské bazilice je uschována La Moreneta, černá madona - patronka Katalánska.
Dnes je krom mnišského společenstva v klášteře také chlapecký pěvecký sbor a muzeum s gotickými oltáři a několika díly El Greca, Caravaggia a Pabla Picassa. Je zde také uchováván středověký rukopis Llibre vermell de Montserrat.

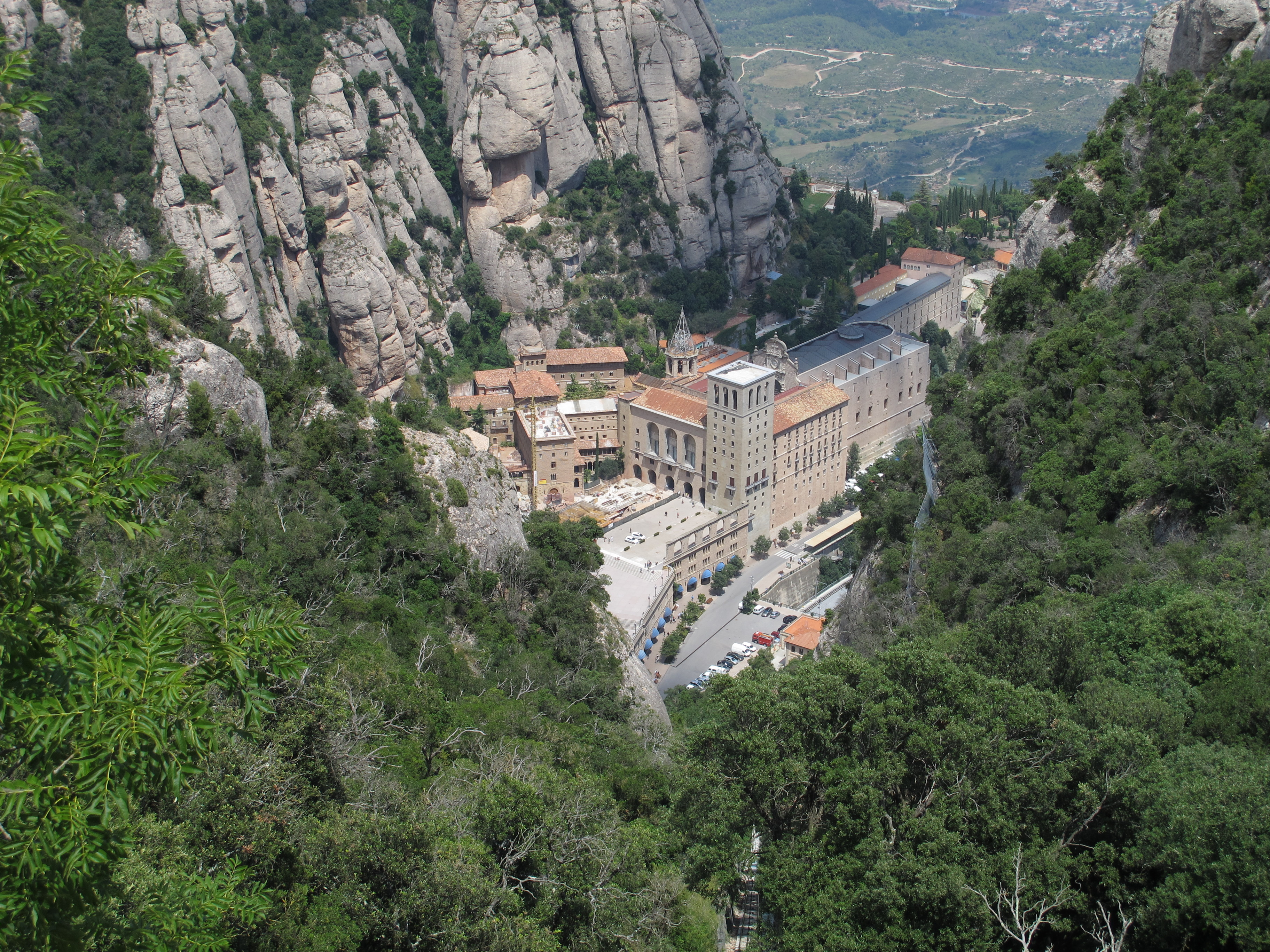
Celkový pohled z výšky
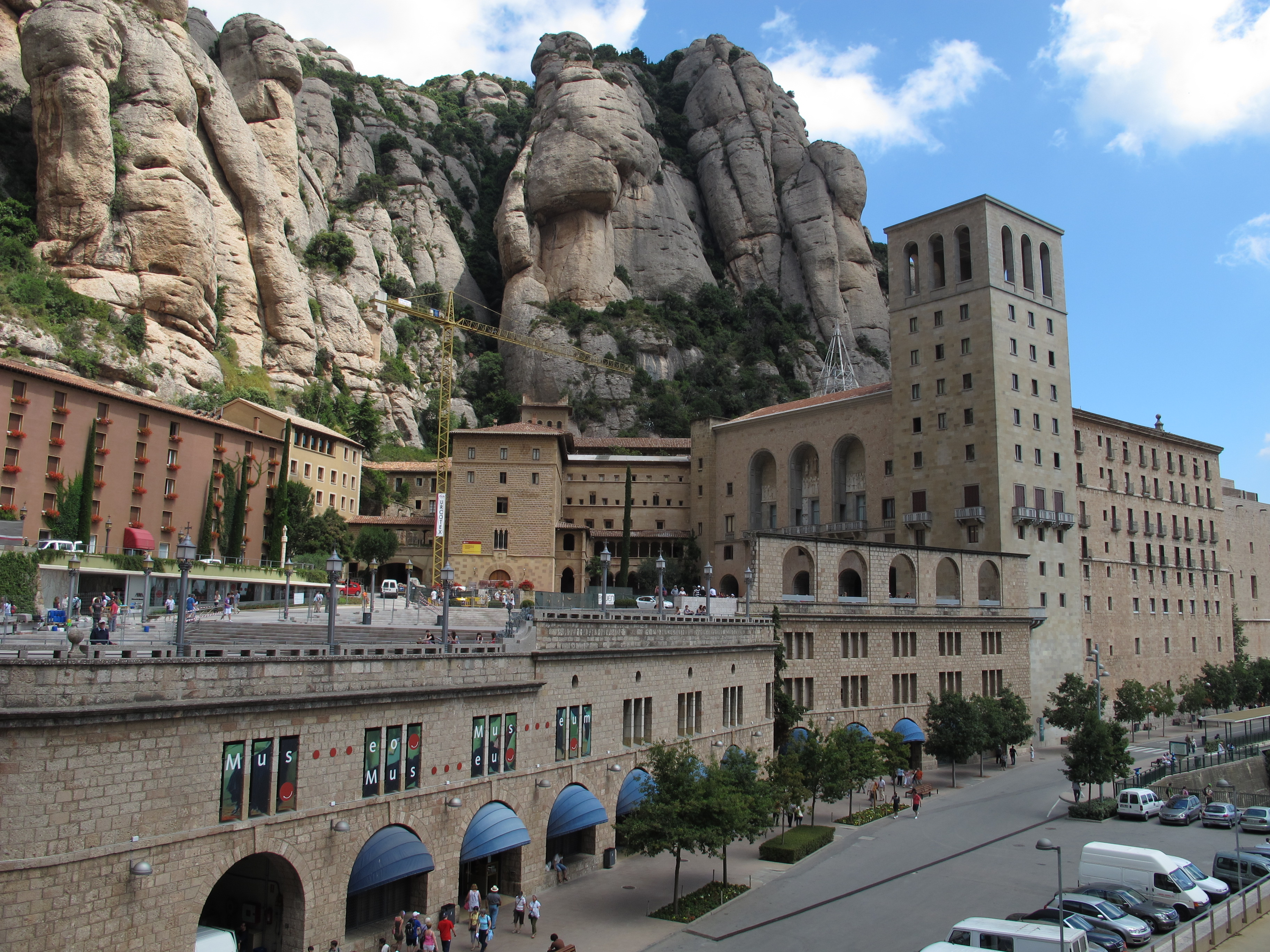
Pohled z jihozápadu
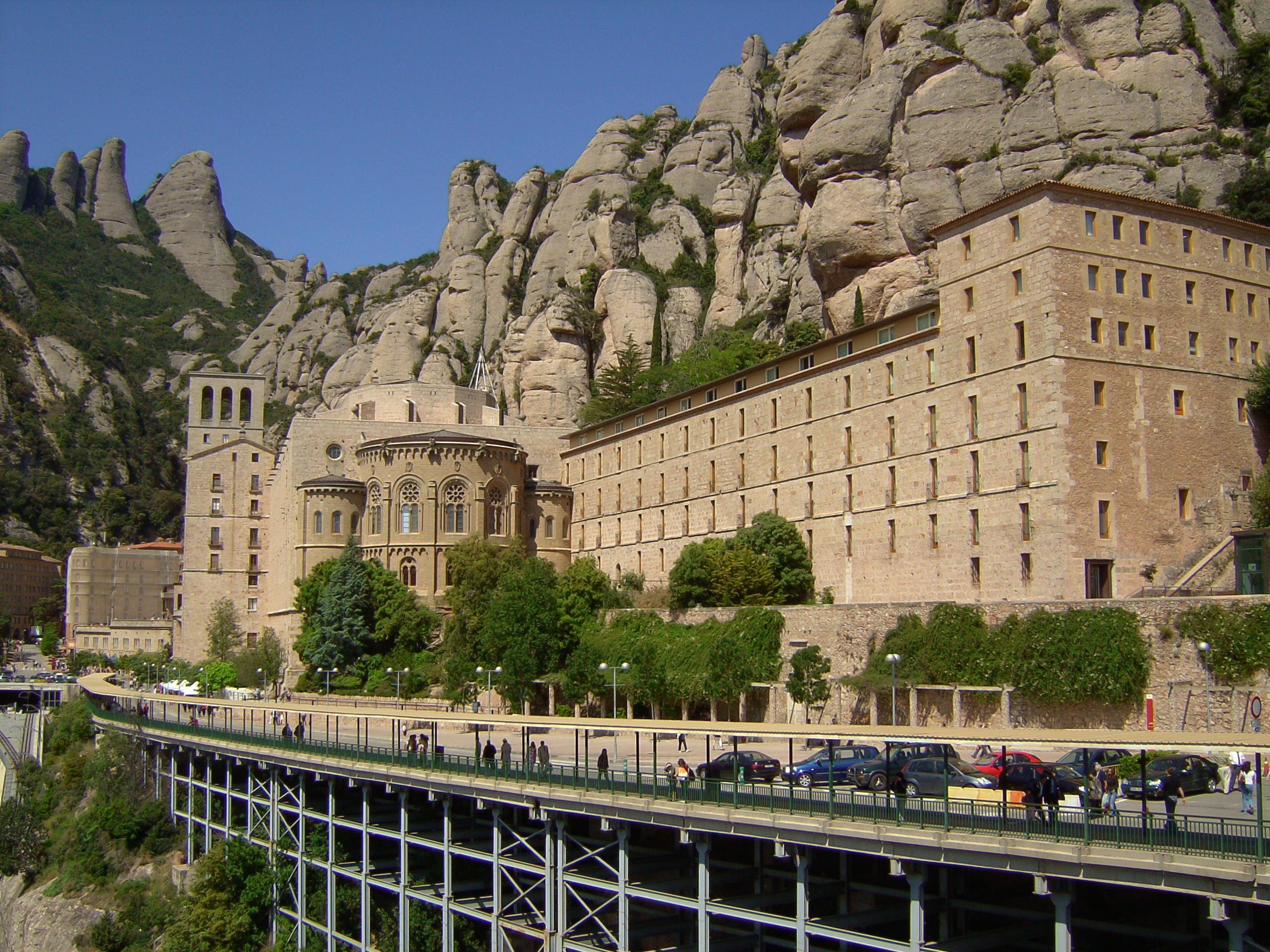
Pohled z jihovýchodu
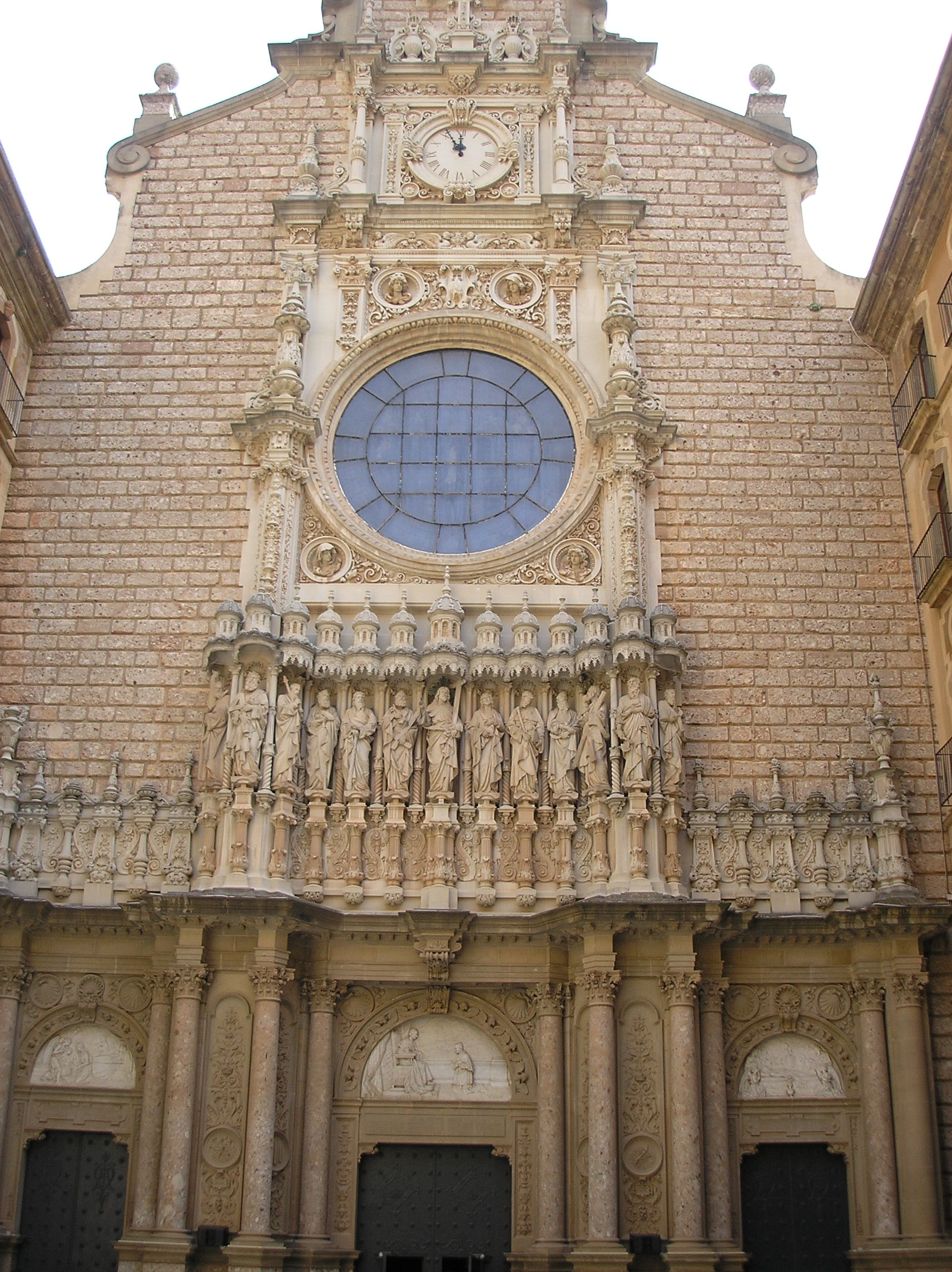
Vchod do baziliky
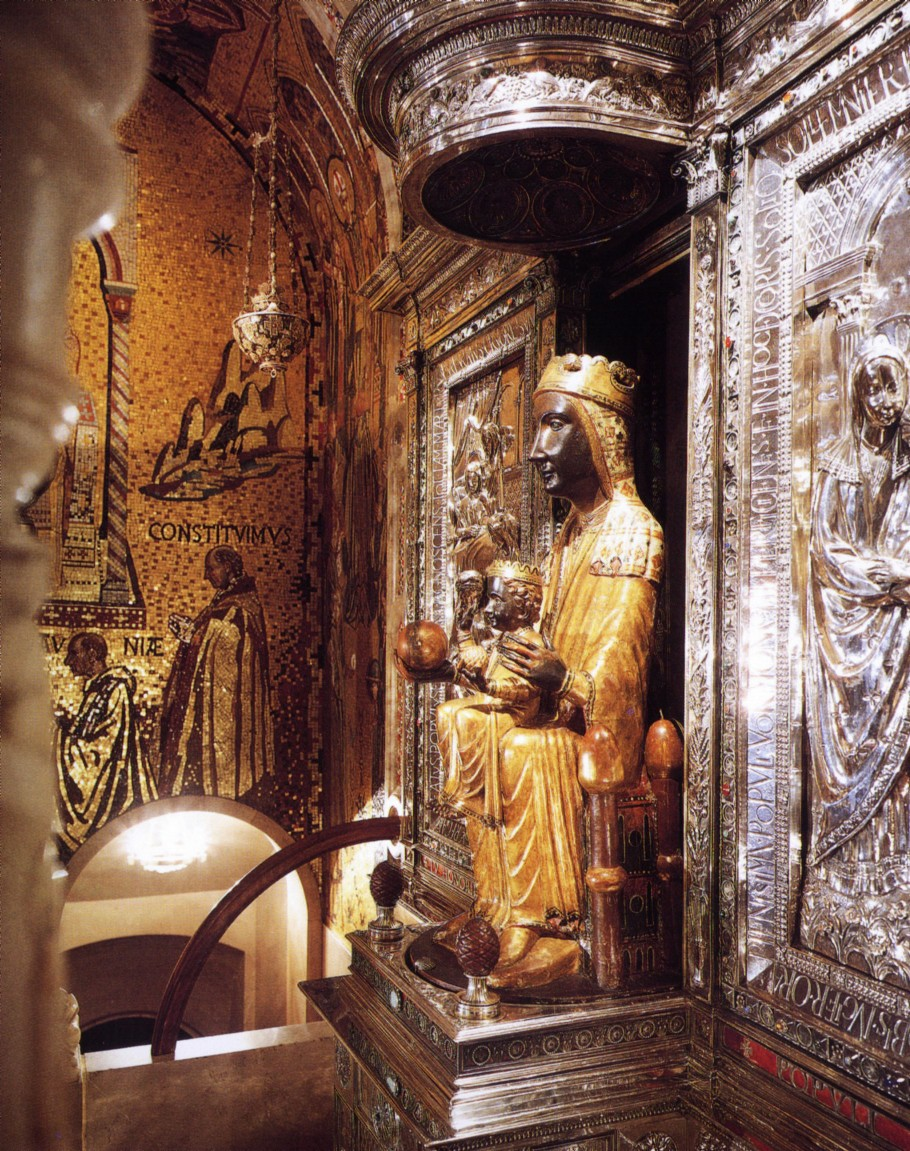
Černá Madonna